# Північний Олень (сузір'я)

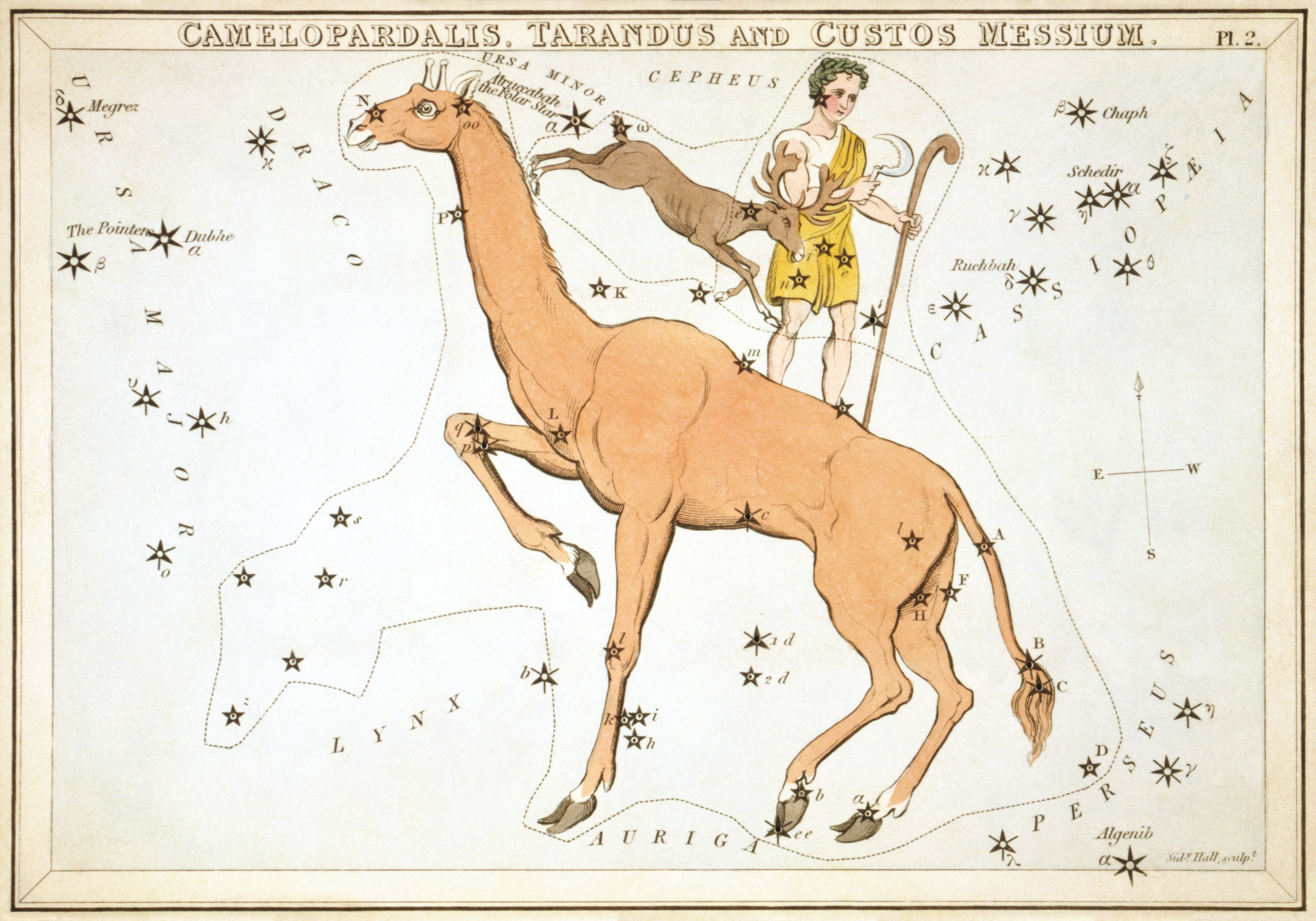
Тарандус і так само застаріле сузір'я Кустос Месіум, зображені над Жирафом.

Північний Олень (лат. Rangifer або Tarandus) — відмінене невелике сузір'я, розташоване між сузір'ями Кассіопеї та Жирафа. Обидві його латинські назви означають північного оленя: латинська назва Rangifer є родовою назвою.
Сузір'я знаходилось у північному небі біля іншого нині відміненого сузір'я Сторож Урожаю.

## Історія
Сузір'я Північний Олень було названо французьким астрономом П'єром Шарлем Лемоньє в 1736 році на честь експедиції Мопертюї до Лапландії. Геодезичні спостереження цієї експедиції довели сплющеність Землі.